# Богник
Богник (біл. Багнік) — персонаж білоруської міфології, болотний духів — цар боліт, на рівні з Оржавеніком, але на відміну від нього — Богник живе у торф'яному болоті, а не іржавому тому він повністю покритий чорним торфом й «багною». Богник завжди живе на болотах й ніколи не виходить на поверхню і єдине, що натякає на його існування — дрібні бульбашки та вогники над поверхнею болота. Його болото ніколи не покривається рослинністю і виглядає як брудне чорне озеро. Він неймовірно ледачий та повністю нейтральний до людей та інших істот дух, завжди живе безтурботно.

## Опис
Богник це болотний дух, що живе у центрі безмірно брудного болота на самоті від інших істот й не залишає місце свого існування навіть в пошуках їжі, або, наприклад, для того, щоб затягнути під воду тварину або людину, яка загрузла у трясовині. Найчастіше постає у вигляді безформної огидної субстанції, чимось схожий на Водяника, але набагато брудніший та огидніший, він неймовірно великого зросту, з величезним пузом, весь покритий вологим брудом, мулом і торфом й обплутаний водоростями з ніг до голови. Болото, в якому мешкає Богник ніколи не покривається рослинністю і виглядає як брудне чорне озеро, його болото настільки брудне і смердюче, що його уникають будь-які живі істоти, включаючи духів, за винятком нечисленних дрібних комах — равликів, жуків, п'явок і черв'яків. Він неймовірно ледачий, а тому, ніколи ні на кого не нападає.
Богник боїться осушення боліт, спалювання торфовищ, а також високої температури, через це — влітку він найслабший.